# Dobbiamo fare luce
Dobbiamo fare luce è un singolo del cantante italiano Gianni Morandi, pubblicato il 6 ottobre 2017 come primo estratto dal quarantesimo album in studio D'amore d'autore.
Il brano è stato scritto da Luciano Ligabue.

## Video musicale
Il videoclip del brano è stato diretto da Luca Miniero e vede come protagonisti gli attori Alessandra Mastronardi e Matteo Martari:. Esso è stato girato nel Lazio, precisamente nelle città di Roma e Viterbo.

## Tracce
1. Dobbiamo fare luce – 3:55